# Газпром-Югра (Сургут)
Газпром-Югра (Сургут) — російський чоловічий волейбольний клуб з міста Сургута.

## Історія
Свого часу клуб пропонував контракт білорусові Святославові Миклашевичу, однак він перейшов до алмаатинського «Рахату-ЦСКА».
У російському півфіналі Кубка ЄКВ 2015/16 перемогли московське «Динамо»: гостевий матч сургутці програли 0—3, а вдома виграли чотири партії поспіль, включаючи «золотий сет». У фіналі в гостьовому матчі з «Берлін Рециклінг Воллейс» клуб поступився 2—3. У домашньому матчі 4 000 вболівальників підтримували своїх улюбленців у Сургуті, але команда вийшла на матч без чотирьох гравців стартового складу — Костянтина Бакуна, Алекси Брджовича, Миколи Апалікова та ліберо Олексія Кабешова, що спричинило поразку 0—3.
За офіційною версією, яку озвучив тренер клубу Рафаель Хабібуллін, клуб через щільний графік вирішив поберегти гравців (наступною грою першости Росії була зустріч із «Новою» з Новокуйбишевська). За неофіційною версією волейболістів зняли з гри через побоювання допінг-контролю, який проводили після фіналу і який міг виявити сліди мельдонію у крові спортсменів. За підсумком вийшов обмін другого за значимістю європейського Кубка на відсутність допінгового скандалу.

## Люди

### Гравці
- Ілля Ковальов (від 2021)[3],

колишні
- Мацей Музай
- / Костянтин Бакун[4]

### Тренери
- Пламен Константинов